# Saint-Palais-du-Né
Saint-Palais-du-Né  es una comuna francesa situada en el departamento de Charente, en la región de Nueva Aquitania.

## Demografía
| 318 | 294 | 288 | 311 | 282 | 287 | 299 |
| Para los censos de 1962 a 1999 la población legal corresponde a la población sin duplicidades (Fuente: INSEE [Consultar]) |     |     |     |     |     |     |